# Walter Gieseler
Walter Gieseler (* 3. Oktober 1919 in Hannover; † 28. April 1999 in Kleve) war ein deutscher Musikpädagoge, Musikwissenschaftler und Komponist.
Nach dem Abitur 1938 leistete Gieseler 1939 bis 1945 Militärdienst. Ab 1945 studierte er in Göttingen und Köln Musikwissenschaft, Germanistik und Schulmusik. 1949 schloss er das Studium mit der Promotion (zum Thema Harmonik bei Brahms) in Göttingen ab und ging in den Schuldienst (Referendariat in Göttingen, ab 1951 in Kleve). In Kleve gründete er das dortige Collegium Musicum und die Klever Singgemeinde; beide Ensembles leitete Gieseler für mehrere Jahrzehnte. 1963 wurde er als Dozent an die Pädagogische Hochschule Rheinland, Abteilung Köln berufen, wo er 1970 eine Professur erhielt und die Leitung des Instituts für Musik und ihre Didaktik übernahm. Gieseler setzte sich stark für zeitgenössische Musik ein, so unterstützte er mit seinen Studenten Bernd Alois Zimmermann 1965 bei der Uraufführung der Oper Die Soldaten.
Walter Gieseler hinterließ mehr als 65 Kompositionen (Vokalmusik, Orchesterwerke und Kammermusik). Außerdem publizierte er zu den Themen Musikpädagogik und Neue Musik, darunter die Bücher Komposition im 20. Jahrhundert (1975), Instrumentation in der Musik des 20. Jahrhunderts (gemeinsam mit Luca Lombardi und Rolf-Dieter Weyer, 1985) und Harmonik in der Musik des 20. Jahrhunderts (2 Bände, 1996). 
1982 erhielt Gieseler das Bundesverdienstkreuz 1. Klasse. 1995 wurde ihm der Johann-Moritz-Kulturpreis der Stadt Kleve zuerkannt.